# Petra Wassiluk
Petra Wassiluk (* 27. Oktober 1969 in Darmstadt) ist eine ehemalige deutsche Langstreckenläuferin.

## Werdegang
1995 wurde Petra Wassiluk auf der Kurzstrecke Deutsche Meisterin im Crosslauf. 1996 wurde sie Deutsche Meisterin über 5000 Meter. Bei den Olympischen Spielen in Atlanta schied sie über dieselbe Distanz im Vorlauf aus, und bei den Crosslauf-Europameisterschaften in Charleroi kam sie auf den 23. Platz.
1997 siegte sie beim Halbmarathonbewerb des Las-Vegas-Marathons. Bei den Deutschen Meisterschaften über 10.000 Meter kam sie als Erste ins Ziel, wurde jedoch wegen eines unzulässig hohen Koffeinwerts im Blut disqualifiziert und für drei Monate gesperrt. Bei den Halbmarathon-Weltmeisterschaften in Košice belegte sie den 16. Platz.
Im Jahr darauf siegte sie beim Tübinger Stadtlauf und wurde sowohl auf der Kurz- wie auch auf der Langdistanz Deutsche Crosslauf-Meisterin. 1999 gewann sie beim Ōme-Marathon auf der 10-Kilometer-Strecke. 2000 wurde sie Deutsche Meisterin über 10.000 Meter und schied bei den Olympischen Spielen in Sydney in der Vorrunde über diese Distanz aus.
2001 wurde sie Deutsche Meisterin im Halbmarathon und nationale Vizemeisterin über 10.000 Meter und im 10-Kilometer-Straßenlauf. Beim Paderborner Osterlauf wurde sie Siebte über 10 Kilometer, beim Frankfurt-Marathon wurde sie Gesamtvierte und Dritte der Deutschen Marathon-Meisterschaft. Zum Saisonabschluss gewann sie den Bietigheimer Silvesterlauf.
Petra Wassiluk startete bis 2000 für den ASC Darmstadt und ab 2001 für die LG Eintracht Frankfurt. Die diplomierte Sportlehrerin war am Sportgesundheitszentrum der TU Darmstadt angestellt und arbeitet seit 2002 im Organisationsbüro des Frankfurt-Marathons.
Heute ist Petra Wassiluk auch als Trainerin aktiv. Von 2009 bis 2011 betreute sie beispielsweise die deutsche Triathletin Susan Blatt. Seit 2011 ist sie für das Lauftraining der Triathleten Daniela Sämmler und Christian Sämmler verantwortlich.

## Persönliche Bestzeiten
- 1500 m: 4:16,62 min, 10. Juni 1994, Nürnberg
- 3000 m: 8:59,56 min, 7. August 1997, Limburgerhof
- 5000 m: 15:15,17 min, 16. August 1996, Köln
- 10.000 m: 31:52,2 min, 27. Juni 2000, Straßburg
- 10-km-Straßenlauf: 32:30 min, 14. April 2001, Paderborn
- Halbmarathon: 1:10:36 h, 24. März 2001, Arnstadt
- Marathon: 2:32:59 h, 28. Oktober 2001, Frankfurt am Main